# Agata Szczepanik
Agata Maria Szczepanik (ur. 13 marca 1992 w Bytomiu) – polska koszykarka występująca na pozycjach silnej skrzydłowej lub środkowej.

## Osiągnięcia
Stan na 24 kwietnia 2022, na podstawie, o ile nie zaznaczono inaczej.

### Drużynowe
- Wicemistrzyni:
  - Polski (2012, 2014)
  - I ligi (2018, 2019)[2][3]
- Brązowa medalistka mistrzostw Polski (2015)
- Zdobywczyni Pucharu Polski (2016)[4]
- Finalistka Pucharu Polski (2014)
- Uczestniczka rozgrywek Euroligi (2013/2014)

### Indywidualne
- Liderka w blokach I ligi (2012 – 2,18)[5]

### Reprezentacja
- Brązowa medalistka mistrzostw Europy U–20 (2011)[6]
- Uczestniczka mistrzostw Europy:
  - U–20 (2011, 2012 – 10. miejsce[7])
  - U–18 (2010 – 11. miejsce)[8]